# Steeven Joseph-Monrose
Steeven Joseph-Monrose (Bondy, 20 augustus 1990) is een Franse voetballer die van 2012 tot 2015 onder contract stond bij KRC Genk. Voorheen speelde Joseph-Monrose voor RC Lens en voor KV Kortrijk.

## Biografie

### Jeugdopleiding
Joseph-Monrose werd geboren in Bondy en begon te voetballen bij de plaatselijke jeugdclub AS Bondy. In 2000 werd hij opgemerkt door de scouts van Nord-Pas-de-Calais. Zo werd hij uitgenodigd voor het preopleidingscentrum in Liévin. Door zijn techniek en balgevoel werd hij na drie jaar opleidingscentrum weggeplukt door de grootste club van de regio,  RC Lens. Door de jaren heen maakt hij verdere progressie en komt hij steeds voor hogere leeftijdscategorieën uit. Zo werd hij opgeroepen voor de Franse nationale ploeg voor de -16jarigen in 2005. Hij vervolgde zijn opleiding en mocht al vroeg opdraven voor het reserveteam. Joseph-Monrose was zerventien jaar toen hij in de CFA voor de eerste maal speelde. Hij speelde uiteindelijk 52 matchen en scoorde dertien keer. Datzelfde jaar speelde hij mee met de Franse nationale ploeg onder de 18. Hij scoorde tegen Amerika op het toernooi van Limoges.

### RC Lens
Joseph-Monrose tekende zijn eerste profcontract voor vijf jaar na het toernooi. Op 12 oktober 2008 werd hij voor het eerst opgeroepen door Jean-Guy Wallemme door een tekort aan spitsen door blessures op dat moment. Lens speelde op dat moment in de Ligue 2. Steeven werd ingebracht in de 61ste minuut voor Sidi Keita. De match eindigde op 1-0 in het voordeel van Lens. Een maand later leverde Steeven een assist in de verlenging, waardoor zijn club doorstootte naar de kwartfinales van de Franse beker. Ondertussen speelde Joseph-Monrose nog altijd met de Franse nationale ploeg. Hij werd wederom geselecteerd voor de -19 en speelde een volledige match tegen Liechtenstein.
Op 25 mei 2009 werd hij geselecteerd voor de Middellandse Zeespelen 2009 voor -20jarigen. Hij scoorde het tweede doelpunt in de eerste match, waardoor hij de resterende matchen als titularis mocht aantreden. De Bleus eindigden het toernooi op de vierde plaats. Op 8 augustus 2009 speelde Joseph-Monrose dan zijn eerste match in de Ligue 1, tegen Bordeaux. Hij kwam op het veld in de 85ste minuut.
In januari 2010 werd hij uitgeleend aan LB Châteauroux, voor zes maanden zonder aankoopoptie. De vijftiende van die maand speelde hij zijn eerste wedstrijd tegen Sedan. Na zijn uitleenbeurt speelde hij voor Lens, maar kwam niet meer zoveel in actie. Hij startte tweemaal als basisspeler en viel dat jaar acht keer in. 
In de zomer van 2011 speelde hij zijn eerste wedstrijd voor de beloften van Frankrijk, tegen Mexico in het toernooi in Toulon. Hij scoorde twee keer en gaf een assist tegen China. In de halve finale scoorde hij het enige doelpunt tegen Italië. In de finale maakte hij zijn vijfde goal, tegen Colombia.

### KV Kortrijk
Tijdens het toernooi had Steeven al een contract getekend voor drie jaar bij het Belgische KV Kortrijk. Door zijn goede prestaties wilde het nieuwe bestuur van Lens de speler nog houden, maar zijn handtekening stond al op papier.
Hij maakte zijn debuut in de Eerste klasse op de eerste speeldag, tegen SK Lierse. Hij maakte de 90 minuten vol. Zijn eerste goal in de competitie viel twee weken later. Hij scoorde met zijn rechter de 1-0 tegen Cercle Brugge. Hij speelde achttien matchen vanaf minuut één. Hij scoorde zes keer in de competitie, twee keer in de play-offs en in de beker nog eens driemaal, waardoor hij topschutter van de ploeg werd.
Onder meer Standard Luik, Chievo Verona en RC Genk toonden interesse. RC Genk trok aan het langste eind en op 20 juni 2012 was de transfer helemaal afgerond. Hierbij werd zo'n 1.5 miljoen euro gemoeid.

### KRC Genk
Joseph-Monrose maakte de hele voorbereiding mee en speelde de meeste matchen. Hij scoorde ook enkele keren. Zijn debuut voor de Limburgse ploeg kwam er op 29 juli. Hij speelde 62 minuten mee tegen Cercle Brugge, waarna hij vervangen werd door Ayub Masika. Joseph-Monrose maakte zijn eerste goal voor Genk, alsook zijn eerste Europees doelpunt op 2 augustus 2012 in de derde voorronde van de Europa League. Hij maakte de winnende goal tegen FC Aktobe uit Kazachstan.
Op 9 mei 2013 won Joseph-Monrose met Genk de beker. De Fransman startte in de finale tegen Cercle Brugge in de basis en werd na 81 minuten vervangen door Glynor Plet.

## Statistieken
| Seizoen         | Club             | Competitie         | Competitie | Competitie | Beker | Beker | Europees | Europees | Totaal | Totaal |
| Seizoen         | Club             | Competitie         | Wed.       | Dlp.       | Wed.  | Dlp.  | Wed.     | Dlp.     | Wed.   | Dlp.   |
| --------------- | ---------------- | ------------------ | ---------- | ---------- | ----- | ----- | -------- | -------- | ------ | ------ |
| 2008/09         | RC Lens          | Ligue 2            | 3          | 0          | 1     | 0     | 0        | 0        | 4      | 0      |
| 2009/10         | RC Lens          | Ligue 1            | 2          | 0          | 0     | 0     | 0        | 0        | 2      | 0      |
| 2009/10         | → LB Châteauroux | Ligue 2            | 8          | 1          | 0     | 0     | 0        | 0        | 10     | 1      |
| 2010/11         | RC Lens          | Ligue 1            | 10         | 0          | 0     | 0     | 0        | 0        | 10     | 0      |
| 2011/12         | KV Kortrijk      | Jupiler Pro League | 37         | 8          | 7     | 3     | 0        | 0        | 44     | 11     |
| 2012/13         | RC Genk          | Jupiler Pro League | 34         | 5          | 2     | 0     | 9        | 1        | 45     | 6      |
| 2013/14         | RC Genk          | Jupiler Pro League | 8          | 1          | 3     | 0     | 1        | 0        | 12     | 1      |
| 2014/15         | RC Genk          | Jupiler Pro League | 16         | 1          | 0     | 0     | 0        | 0        | 16     | 1      |
| 2015/16         | Stade Brest      | Ligue 2            | 29         | 3          | 1     | 0     | 0        | 0        | 30     | 3      |
| 2016/17         | Stade Brest      | Ligue 2            | 37         | 7          | 3     | 0     | 0        | 0        | 40     | 7      |
| 2017/18         | Qäbälä PFK       | Premyer Liqasi     | 22         | 9          | 0     | 0     | 4        | 1        | 26     | 10     |
| Carrière totaal | Carrière totaal  | Carrière totaal    | 206        | 35         | 17    | 3     | 14       | 1        | 237    | 39     |

## Palmares
| Nationaal        |    |      |
| Beker van België | 1x | 2013 |

## International
Als jeugdinternational speelde hij al voor verschillende jeugdelftallen. Hij kwam ook al uit voor de Franse beloftenploeg en speelde hier samen met onder anderen Eliaquim Mangala, Alexandre Lacazette, Chris Mavinga, Raphaël Varane en Kalidou Koulibaly.
| Nationale ploeg | wedstrijden | Goals |
| --------------- | ----------- | ----- |
| Frankrijk U-18  | 3           | 1     |
| Frankrijk U-19  | 3           | 0     |
| Frankrijk U-20  | 8           | 6     |
| Frankrijk U-21  | 6           | 2     |
| Totaal          | 20          | 9     |